# Marble Sounds
I Marble Sounds sono una band indie pop e post-rock di origine belga.

## Storia del gruppo
Il frontman e fondatore dei Marble Sounds è Pieter Van Dessel, che fa anche parte della band electro Plastic Operator. Il primo EP viene inciso nel 2007 da Van Dessel nelle vesti di solista, mentre risiedeva a Montréal in Canada. A Painting or a Spill contiene quattro canzoni, tutte in linea con la nostalgia per band come i Pinback e The Notwist and Eels e la bellezza di un mix di sentimenti tra il dolce e l'amaro. La canzone Redesign ha ricevuto molti consensi tra le radio nazionali belghe ed è stata utilizzata dal DJ della BBC, Steve Lamacq.
Tornato in Belgio, Van Dessel costituì una vera e propria band con Gianni Marzo, Frederik Bastiaensen, Christophe Vandewoude e Johan De Coster. Nel giro di poche settimane i Marble Sounds iniziarono una serie di collaborazione con gruppi musicali come Why?, Micah P. Hinson, HRSTA e Keith Caputo. La band ha inoltre contribuito a Chapter Music's, un album tributo a Kath Bloom, con il brano Came Here. In questa occasione ha collaborato con artisti di calibro internazionale come Devendra Banhart, The Dodos, Bill Callahan and Mark Kozelek.
Nel marzo del 2010 i Marble Sounds pubblicano con la Zealrecords il loro secondo album, Nice Is Good. Il titolo è tratto da una citazione di Jim Carrey nel film Se mi lasci ti cancello. L'album contiene una canzone con la voce di Robert Pollard ed un'altra co-scritta con il cantante di Tokyo, Miwako Shimizu. Nello stesso anno il video musicale della canzone di High Sky è stato nominato al Music Industry Awards nella categoria miglior videoclip dell'anno, non riuscendo tuttavia a vincere il premio.

## Formazione
- Pieter Van Dessel - voce, chitarra, tastiera, flauto, ukulele, banjo
- Frederik Bastiaensen - basso elettrico
- Johan De Coster - batteria
- Gianni Marzo - chitarra, dobro, voce
- Christophe Vandewoude - piano elettrico, glockenspiel, voce

## Discografia
- 2007 - A Painting or a Spill
- 2010 - Nice Is Good
- 2013 - Dear Me, Look up
- 2016 - Tautou
- 2018 - The Advice to the Travel Light
- 2022 - Marble Sounds